# Rhinocypha pelops
Rhinocypha pelops är en trollsländeart som beskrevs av Harry Hyde Laidlaw, Jr. 1936. Rhinocypha pelops ingår i släktet Rhinocypha och familjen Chlorocyphidae. IUCN kategoriserar arten globalt som livskraftig. Inga underarter finns listade i Catalogue of Life.